# Инактивирана противобясна ваксина
Инактивираната противобясна ваксина е от типа „убита“ ваксина. В 1 имунизационна доза (0.5 ml) се съдържа антиген, създаващ защитен титър най-малко 2,5 МЕ, произведен от ваксинален щам PM/VVI 389-1503-3, култивиран на клетъчна линия VERO и инактивиран с бета-пропиолактон.

## Показания
Прилага се за лечение и профилактична имунизация против бяс при хора и всички други видове бозайници.

## Странични реакции и усложнения
Зачервяване и лек инфилтрат на мястото на инжектирането. Много рядка е температурна реакция.

## Лекарствени взаимодействия
По време на имунизация и 2 месеца след нея не трябва да се провеждат други ваксинации, а терапия с кортикостероиди и имуносупресори може да доведе до неефективност. В тези случаи се определя титърът на неутрализираните тела.

## Противопоказания
При ухапване от болно животно или при съмнение за такова не се спазват общите противопоказания за ваксините поради опасността от стопроцентов летален изход при положителна находка за бяс.

## Дозировка
Прилага се подкожно или мускулно, като при профилактиката се прилагат 2 инжекции по 0.5 ml с интервал от 1 месец. Реимунизацията се прави след 1 година еднократно и след това на всеки три години. Препоръчителна е за хора, работещи в горското стопанство. Разтворената ваксина се използва веднага.
Пълният курс на лечебната имунизация е от 5 инжекции по 0.5 ml на 0 ден – при оказване на медицинската помощ, на 3, 7, 14 и 30-ия ден. Желателна е допълнителна доза на 90-ия ден.
Сходни препарати се прилагат при кучета и други животни за профилактика един път годишно, за лечение – по описаната схема.

## Съхранение
Хладилен режим от +2 до +8 градуса. Срок на годност 3 години.